# La Pinada
La Pinada är en ort i Mexiko.   Den ligger i kommunen La Grandeza och delstaten Chiapas, i den sydöstra delen av landet, 900 km sydost om huvudstaden Mexico City. La Pinada ligger 1 859 meter över havet och antalet invånare är 483.
Terrängen runt La Pinada är bergig norrut, men söderut är den kuperad. Runt La Pinada är det ganska tätbefolkat, med 80 invånare per kvadratkilometer. Närmaste större samhälle är El Porvenir de Velasco Suárez, 11,9 km sydväst om La Pinada. I omgivningarna runt La Pinada växer huvudsakligen savannskog.